# Ghostly International
Ghostly International — лейбл звукозапису, який з’явився на сцені у 1999 році під час кризи, що спостерігалась у музичному бізнесі Америки. На-пів художній, на-пів музичний бренд, Ghostly розшукував таланти з прогресивними поглядами та які б не обмежували себе рамками жанрів та класифікацій.
Філософії Лейблу відповідав хіп-хопер Dabrye, Метью Дір, піонер електроніки/інді року Midwest Product та Dykehouse, чиє звучання схоже на насичений мінімал, що сплітається з стриманим фанком та незвичайною поп музикою.
Лейбл був заснований на той час 19-ти річним Семом Валенті IV, який проводив весь свій час граючи музику, відвідуючи магазини звукозапису та музичні перформанси. Будучи студентом коледжу, велику роль відігравала концепція музично-художнього бренду, чому у великій мірі сприяла обрана Семом освіта, а саме Історія Мистецтва. Така увага до деталей вилилась у дизайн лейблу та інших пов’язаних з лейблом речей: від дизайну платівок та флаєрів до одягу.
Віра у те, що електроніка як жанр музики можлива тільки за умови використання нових інструментів для створення музики, об’єднала цих молодих музикантів. Під лозунгом «нежанрового» лейблу з’являлася широка можливість для експериментів. Демо платівка Tadd Mullinix-а для Ghostly мала шалений успіх, і як результат привела до лейблу чотирьох союзників, як виявилось — половину ветеранів Ghostly.
Лейбл став однаково відомий як за свою музику так і за художні роботи, завдяки блискучій команді Детройтських художників Will Calcutt, Doug Coombe, Michael Segal. Співпраця з такими художниками як WK Interact, Mike Cina of YouWorkForThem та Deanne Cheuk допомагає підтримувати індивідуальність лейблу. 
Позиціонуючи себе, як «культурний» бренд в основі я кого лежить увага до якості, різноманітності та дизайну, Ghostly збирає нагороди з усього світу, здобуваючи повагу міжнародних ЗМІ. Наприклад нагороду «Гарячий лейбл року» від журналу Rolling Stone а також повністю присвячене Ghostly «Late John Peel's BBC» шоу.
Ghostly має на меті просувати далі талановитих музикантів та художників та дарувати індивідуальність, красу та якість прихильникам. 

## Список Виконавців
- 10:32
- Aeroc
- Ben Benjamin
- Cepia
- The Chap
- Christopher Willits
- Dabrye
- Daniel Wang
- Deastro
- Dykehouse
- JDSY
- Jeffery Sfire
- Kill Memory Crash
- Kiln
- Lusine
- Метью Дір
- Michna
- Midwest Product
- Mike Servito
- Mobius Band
- North Valley Subconscious Orchestra
- PostPrior
- School of Seven Bells
- The Sight Below
- Skeletons & The Kings of All Cities
- Solvent
- Tadd Mullinix
- Tycho

1. ↑  YouTube Application Programming Interface